# Lista planetelor minore/3501–3600
Aceasta este Lista planetelor minore/3501–3600; pentru a naviga prin lista completă vezi Lista planetelor minore.
Pentru ale detalii vezi și Proiect:Astronomie sau Portal:Astronomie.
| Nume               | Denumire provizorie | Data descoperirii  | Locul descoperirii        | Descoperitor(i)                                        |
| ------------------ | ------------------- | ------------------ | ------------------------- | ------------------------------------------------------ |
| 3501 Olegiya       | 1971 QU             | 18 august 1971     | Nauchnij⁠(d)               | T. M. Smirnova                                         |
| 3502 Huangpu       | 1964 TR1            | 9 octombrie 1964   | Nanking⁠(d)                | Purple Mountain Observatory⁠(d)                         |
| 3503 Brandt        | 1981 EF17           | 1 martie 1981      | Siding Spring             | S. J. Bus                                              |
| 3504 Kholshevnikov | 1981 RV3            | 3 septembrie 1981  | Nauchnij⁠(d)               | N. S. Cernîh                                           |
| 3505 Byrd          | 1983 AM             | 9 ianuarie 1983    | Anderson Mesa             | B. A. Skiff⁠(d)                                         |
| 3506 French        | 1984 CO1            | 6 februarie 1984   | Anderson Mesa             | E. Bowell                                              |
| 3507 Vilas         | 1982 UX             | 21 octombrie 1982  | Anderson Mesa             | E. Bowell                                              |
| 3508 Pasternak     | 1980 DO5            | 21 februarie 1980  | Nauchnij⁠(d)               | L. G. Karacikina                                       |
| 3509 Sanshui       | 1978 UH2            | 28 octombrie 1978  | Nanking⁠(d)                | Purple Mountain Observatory⁠(d)                         |
| 3510 Veeder        | 1982 TP             | 13 octombrie 1982  | Anderson Mesa             | E. Bowell                                              |
| 3511 Tsvetaeva     | 1982 TC2            | 14 octombrie 1982  | Nauchnij⁠(d)               | L. V. Juravliova, L. G. Karacikina                     |
| 3512 Eriepa        | 1984 AC1            | 8 ianuarie 1984    | Anderson Mesa             | J. Wagner⁠(d)                                           |
| 3513 Quqinyue      | 1965 UZ             | 16 octombrie 1965  | Nanking⁠(d)                | Purple Mountain Observatory⁠(d)                         |
| 3514 Hooke         | 1971 UJ             | 26 octombrie 1971  | Hamburg-Bergedorf         | L. Kohoutek                                            |
| 3515 Jindra        | 1982 UH2            | 16 octombrie 1982  | Kleť                      | Z. Vávrová⁠(d)                                          |
| 3516 Rusheva       | 1982 UH7            | 21 octombrie 1982  | Nauchnij⁠(d)               | L. G. Karacikina                                       |
| 3517 Tatianicheva  | 1976 SE1            | 24 septembrie 1976 | Nauchnij                  | N. S. Cernîh                                           |
| 3518 Florena       | 1977 QC4            | 18 august 1977     | Nauchnij                  | N. S. Cernîh                                           |
| 3519 Ambiorix      | 1984 DO             | 23 februarie 1984  | La Silla                  | H. Debehogne                                           |
| 3520 Klopsteg      | 1952 SG             | 16 septembrie 1952 | Brooklyn⁠(d)               | Indiana University⁠(d)                                  |
| 3521 Comrie        | 1982 MH             | 26 iunie 1982      | Lake Tekapo⁠(d)            | A. C. Gilmore⁠(d), P. M. Kilmartin⁠(d)                   |
| 3522 Becker        | 1941 SW             | 21 septembrie 1941 | Turku                     | Y. Väisälä⁠(d)                                          |
| 3523 Arina         | 1975 TV2            | 3 octombrie 1975   | Nauchnij⁠(d)               | L. I. Cernîh                                           |
| 3524 Schulz        | 1981 EE27           | 2 martie 1981      | Siding Spring             | S. J. Bus                                              |
| 3525 Paul          | 1983 CX2            | 15 februarie 1983  | Anderson Mesa             | N. G. Thomas⁠(d)                                        |
| 3526 Jeffbell      | 1984 CN             | 5 februarie 1984   | Anderson Mesa             | E. Bowell                                              |
| 3527 McCord        | 1985 GE1            | 15 aprilie 1985    | Anderson Mesa             | E. Bowell                                              |
| 3528 Counselman    | 1981 EW3            | 2 martie 1981      | Siding Spring             | S. J. Bus                                              |
| 3529 Dowling       | 1981 EQ19           | 2 martie 1981      | Siding Spring             | S. J. Bus                                              |
| 3530 Hammel        | 1981 EC20           | 2 martie 1981      | Siding Spring             | S. J. Bus                                              |
| 3531 Cruikshank    | 1981 FB             | 30 martie 1981     | Anderson Mesa             | E. Bowell                                              |
| 3532 Tracie        | 1983 AS2            | 10 ianuarie 1983   | Palomar                   | K. E. Herkenhoff⁠(d), G. W. Ojakangas⁠(d)                |
| 3533 Toyota        | 1986 UE             | 30 octombrie 1986  | Toyota                    | K. Suzuki, T. Urata                                    |
| 3534 Sax           | 1936 XA             | 15 decembrie 1936  | Uccle⁠(d)                  | E. Delporte                                            |
| 3535 Ditte         | 1979 SN11           | 24 septembrie 1979 | Nauchnij⁠(d)               | N. S. Cernîh                                           |
| 3536 Schleicher    | 1981 EV20           | 2 martie 1981      | Siding Spring             | S. J. Bus                                              |
| 3537 Jürgen        | 1982 VT             | 15 noiembrie 1982  | Anderson Mesa             | E. Bowell                                              |
| 3538 Nelsonia      | 6548 P-L            | 24 septembrie 1960 | Palomar                   | C. J. van Houten, I. van Houten-Groeneveld, T. Gehrels |
| 3539 Weimar        | 1967 GF1            | 11 aprilie 1967    | Tautenburg Observatory⁠(d) | F. Börngen                                             |
| 3540 Protesilaos   | 1973 UF5            | 27 octombrie 1973  | Tautenburg Observatory    | F. Börngen                                             |
| 3541 Graham        | 1984 ML             | 18 iunie 1984      | Bickley⁠(d)                | Perth Observatory⁠(d)                                   |
| 3542 Tanjiazhen    | 1964 TN2            | 9 octombrie 1964   | Nanking⁠(d)                | Purple Mountain Observatory⁠(d)                         |
| 3543 Ningbo        | 1964 VA3            | 11 noiembrie 1964  | Nanking                   | Purple Mountain Observatory                            |
| 3544 Borodino      | 1977 RD4            | 7 septembrie 1977  | Nauchnij⁠(d)               | N. S. Cernîh                                           |
| 3545 Gaffey        | 1981 WK2            | 20 noiembrie 1981  | Anderson Mesa             | E. Bowell                                              |
| 3546 Atanasoff     | 1983 SC             | 28 septembrie 1983 | Smolyan⁠(d)                | Bulgarian National Observatory⁠(d)                      |
| 3547 Serov         | 1978 TM6            | 2 octombrie 1978   | Nauchnij⁠(d)               | L. V. Juravliova                                       |
| 3548 Eurybates     | 1973 SO             | 19 septembrie 1973 | Palomar                   | C. J. van Houten, I. van Houten-Groeneveld, T. Gehrels |
| 3549 Hapke         | 1981 YH             | 30 decembrie 1981  | Anderson Mesa             | E. Bowell                                              |
| 3550 Link          | 1981 YS             | 20 decembrie 1981  | Kleť                      | A. Mrkos                                               |
| 3551 Verenia       | 1983 RD             | 12 septembrie 1983 | Palomar                   | R. S. Dunbar⁠(d)                                        |
| 3552 Don Quixote   | 1983 SA             | 26 septembrie 1983 | Zimmerwald⁠(d)             | P. Wild                                                |
| 3553 Mera          | 1985 JA             | 14 mai 1985        | Palomar                   | C. S. Shoemaker                                        |
| 3554 Amun          | 1986 EB             | 4 martie 1986      | Palomar                   | C. S. Shoemaker, E. M. Shoemaker                       |
| 3555 Miyasaka      | 1931 TC1            | 6 octombrie 1931   | Heidelberg                | K. Reinmuth                                            |
| 3556 Lixiaohua     | 1964 UO             | 30 octombrie 1964  | Nanking⁠(d)                | Purple Mountain Observatory⁠(d)                         |
| 3557 Sokolsky      | 1977 QE1            | 19 august 1977     | Nauchnij⁠(d)               | N. S. Cernîh                                           |
| 3558 Shishkin      | 1978 SQ2            | 26 septembrie 1978 | Nauchnij                  | L. V. Juravliova                                       |
| 3559 Violaumayer   | 1980 PH             | 8 august 1980      | Anderson Mesa             | E. Bowell                                              |
| 3560 Chenqian      | 1980 RZ2            | 3 septembrie 1980  | Nanking⁠(d)                | Purple Mountain Observatory⁠(d)                         |
| 3561 Devine        | 1983 HO             | 18 aprilie 1983    | Anderson Mesa             | N. G. Thomas⁠(d)                                        |
| 3562 Ignatius      | 1984 AZ             | 8 ianuarie 1984    | Anderson Mesa             | J. Wagner⁠(d)                                           |
| 3563 Canterbury    | 1985 FE             | 23 martie 1985     | Lake Tekapo⁠(d)            | A. C. Gilmore⁠(d), P. M. Kilmartin⁠(d)                   |
| 3564 Talthybius    | 1985 TC1            | 15 octombrie 1985  | Anderson Mesa             | E. Bowell                                              |
| 3565 Ojima         | 1986 YD             | 22 decembrie 1986  | Ojima⁠(d)                  | T. Niijima⁠(d), T. Urata                                |
| 3566 Levitan       | 1979 YA9            | 24 decembrie 1979  | Nauchnij⁠(d)               | L. V. Juravliova                                       |
| 3567 Alvema        | 1930 VD             | 15 noiembrie 1930  | Uccle⁠(d)                  | E. Delporte                                            |
| 3568 ASCII         | 1936 UB             | 17 octombrie 1936  | Nice                      | M. Laugier⁠(d)                                          |
| 3569 Kumon         | 1938 DN1            | 20 februarie 1938  | Heidelberg                | K. Reinmuth                                            |
| 3570 Wuyeesun      | 1979 XO             | 14 decembrie 1979  | Nanking⁠(d)                | Purple Mountain Observatory⁠(d)                         |
| 3571 Milanštefánik | 1982 EJ             | 15 martie 1982     | Kleť                      | A. Mrkos                                               |
| 3572 Leogoldberg   | 1954 UJ2            | 28 octombrie 1954  | Brooklyn⁠(d)               | Indiana University⁠(d)                                  |
| 3573 Holmberg      | 1982 QO1            | 16 august 1982     | La Silla                  | C.-I. Lagerkvist⁠(d)                                    |
| 3574 Rudaux        | 1982 TQ             | 13 octombrie 1982  | Anderson Mesa             | E. Bowell                                              |
| 3575 Anyuta        | 1984 DU2            | 26 februarie 1984  | Nauchnij⁠(d)               | N. S. Cernîh                                           |
| 3576 Galina        | 1984 DB3            | 26 februarie 1984  | Nauchnij                  | N. S. Cernîh                                           |
| 3577 Putilin       | 1969 TK             | 7 octombrie 1969   | Nauchnij                  | L. I. Cernîh                                           |
| 3578 Carestia      | 1977 CC             | 11 februarie 1977  | El Leoncito⁠(d)            | Felix Aguilar Observatory⁠(d)                           |
| 3579 Rockholt      | 1977 YA             | 18 decembrie 1977  | Piszkéstető⁠(d)            | M. Lovas⁠(d)                                            |
| 3580 Avery         | 1983 CS2            | 15 februarie 1983  | Anderson Mesa             | N. G. Thomas⁠(d)                                        |
| 3581 Alvarez       | 1985 HC             | 23 aprilie 1985    | Palomar                   | C. S. Shoemaker                                        |
| 3582 Cyrano        | 1986 TT5            | 2 octombrie 1986   | Zimmerwald⁠(d)             | P. Wild                                                |
| 3583 Burdett       | 1929 TQ             | 5 octombrie 1929   | Flagstaff⁠(d)              | C. W. Tombaugh                                         |
| 3584 Aisha         | 1981 TW             | 5 octombrie 1981   | Anderson Mesa             | N. G. Thomas⁠(d)                                        |
| 3585 Goshirakawa   | 1987 BE             | 28 ianuarie 1987   | Ojima⁠(d)                  | T. Niijima⁠(d), T. Urata                                |
| 3586 Vasnetsov     | 1978 SW6            | 26 septembrie 1978 | Nauchnij⁠(d)               | L. V. Juravliova                                       |
| 3587 Descartes     | 1981 RK5            | 8 septembrie 1981  | Nauchnij                  | L. V. Juravliova                                       |
| 3588 Kirik         | 1981 TH4            | 8 octombrie 1981   | Nauchnij                  | L. I. Cernîh                                           |
| 3589 Loyola        | 1984 AB1            | 8 ianuarie 1984    | Anderson Mesa             | J. Wagner⁠(d)                                           |
| 3590 Holst         | 1984 CQ             | 5 februarie 1984   | Anderson Mesa             | E. Bowell                                              |
| 3591 Vladimirskij  | 1978 QJ2            | 31 august 1978     | Nauchnij⁠(d)               | N. S. Cernîh                                           |
| 3592 Nedbal        | 1980 CT             | 15 februarie 1980  | Kleť                      | Z. Vávrová⁠(d)                                          |
| 3593 Osip          | 1981 EB20           | 2 martie 1981      | Siding Spring             | S. J. Bus                                              |
| 3594 Scotti        | 1983 CN             | 11 februarie 1983  | Anderson Mesa             | E. Bowell                                              |
| 3595 Gallagher     | 1985 TF1            | 15 octombrie 1985  | Anderson Mesa             | E. Bowell                                              |
| 3596 Meriones      | 1985 VO             | 14 noiembrie 1985  | Brorfelde⁠(d)              | P. Jensen⁠(d), K. Augustesen⁠(d)                         |
| 3597 Kakkuri       | 1941 UL             | 15 octombrie 1941  | Turku                     | L. Oterma                                              |
| 3598 Saucier       | 1977 KK1            | 18 mai 1977        | Palomar                   | E. H. Bus                                              |
| 3599 Basov         | 1978 PB3            | 8 august 1978      | Nauchnij⁠(d)               | N. S. Cernîh                                           |
| 3600 Archimedes    | 1978 SL7            | 26 septembrie 1978 | Nauchnij                  | L. V. Juravliova                                       |